# Children of the Revolution (chanson)
Pour les articles homonymes, voir Children of the Revolution.
Singles de T. Rex
Metal Guru
(mai 1972) Solid Gold Easy Action
(décembre 1972)
Children of the Revolution est une chanson du groupe de glam rock britannique T. Rex, écrite par Marc Bolan, et parue en 45 tours en septembre 1972. Elle se classe no 2 des ventes au Royaume-Uni et no 1 en Irlande.

## Musiciens
- Marc Bolan : chant, guitare
- Mickey Finn : congas, chœurs
- Steve Currie : basse
- Bill Legend : batterie
- Tony Visconti : arrangements, chœurs

## Reprises
La chanson a été reprise par plusieurs artistes parmi lesquels Baby Ford (en) dont la version entre dans les charts au Royaume-Uni et en Belgique, Bono, Gavin Friday et Maurice Seezer qui l'interprètent ensemble sur la bande originale du film Moulin Rouge de Baz Luhrmann, ou encore Violent Femmes, Lloyd Cole, Neon Indian, Scorpions, Kesha.

## Classements hebdomadaires
| Classement (1972-1973)         | Meilleure position |
| ------------------------------ | ------------------ |
| Allemagne (Media Control AG)   | 4                  |
| Australie (Kent Music Report)  | 13                 |
| Autriche (Ö3 Austria Top 40)   | 7                  |
| Irlande (IRMA)                 | 1                  |
| Italie (FIMI)                  | 46                 |
| Royaume-Uni (UK Singles Chart) | 2                  |

| Classement (1987)              | Meilleure position |
| ------------------------------ | ------------------ |
| Royaume-Uni (UK Singles Chart) | 90                 |

| Classement (1989)                      | Meilleure position |
| -------------------------------------- | ------------------ |
| Belgique (Flandre Ultratop 50 Singles) | 42                 |
| Royaume-Uni (UK Singles Chart)         | 53                 |